# Laurien Willemse
Laura Eveline (Laurien) Gales-Willemse  (Haarlem, 26 maart 1962) is een Nederlands voormalig hockeyster.
Willemse speelde tussen 1981 en 1988 in totaal 92 wedstrijden voor de Nederlandse hockeyploeg waarin ze elf doelpunten maakte. Ze won goud op de Olympische Spelen in 1984 en brons in 1988. Ook won ze goud op de Champions Trophy  en het Europees kampioenschap hockey in 1987. Willemse was als speelster actief voor NMHC Nijmegen en HGC.
Carina Benninga · 
Det de Beus · 
Fieke Boekhorst · 
Marjolein Bolhuis-Eijsvogel · 
Marieke van Doorn · 
Irene Hendriks · 
Elsemiek Hillen · 
Aletta van Manen · 
Anneloes Nieuwenhuizen · 
Martine Ohr · 
Sandra Le Poole · 
Alette Pos · 
Lisette Sevens · 
Sophie von Weiler · 
Laurien Willemse · 
Margriet Zegers · 
Coach: Gijs van Heumen
Willemien Aardenburg · 
Carina Benninga · 
Det de Beus · 
Marjolein Bolhuis-Eijsvogel · 
Yvonne Buter · 
Marieke van Doorn · 
Annemieke Fokke · 
Noor Holsboer · 
Lisanne Lejeune · 
Helen Lejeune-van der Ben · 
Aletta van Manen · 
Anneloes Nieuwenhuizen · 
Martine Ohr · 
Sophie von Weiler · 
Laurien Willemse · 
Ingrid Wolff ·
Coach: Gijs van Heumen